# Рожен (фестиваль)
Національний фольклорний ярмарок «Рожен» (болг. Национален фолклорен събор «Рожен») — головний болгарський фольклорний ярмарок, який триватиме два дні у серпні щочотири роки. Місце проведення — гірські луки Родопи у районі Рожен (община Смолян Смолянської області Південної Болгарії).
На меті ярмарку — популяризація болгарського народного танцю та пісенного мистецтва. Ярмарок традиційно відкривається піснею «Бела я, бела, молодец» (болг. «Бела съм бела юначе») — неофіційним гімном Родопи й досягає апогею з виступом «Зірки Рожен» (болг. «Звезден Рожен») — перформенс ввечері першого дня, коли найвидатніші родопські співаки виконують найвідоміші пісні регіону.
На ярмарку представлені народна музика, звичаї, обряди, словесний фольклор, танці, одяг та костюми — загальна традиційна народна культура, поєднана із виставкою традиційного болгарського побуту.

## Історія

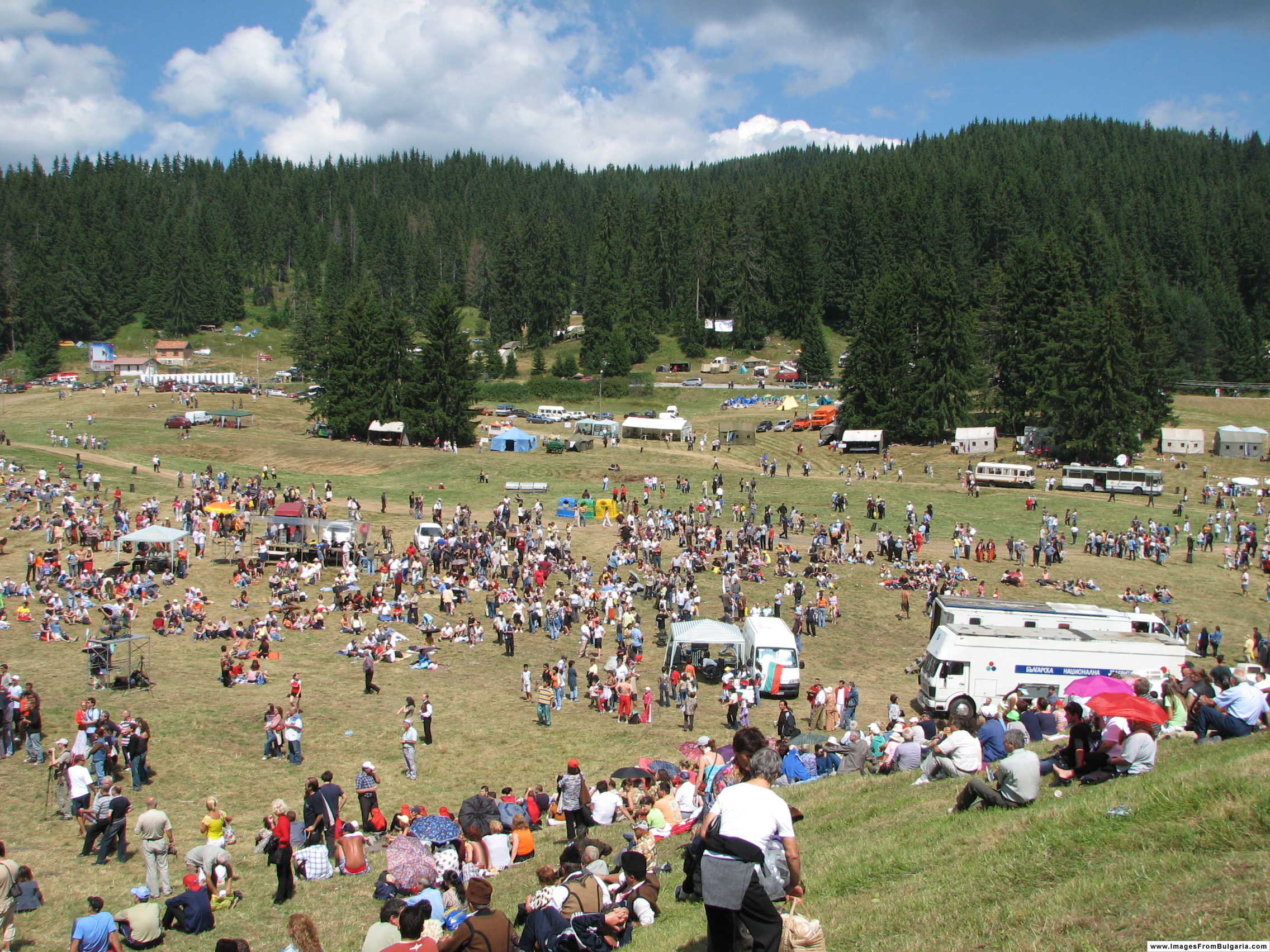
Фестивальний простір

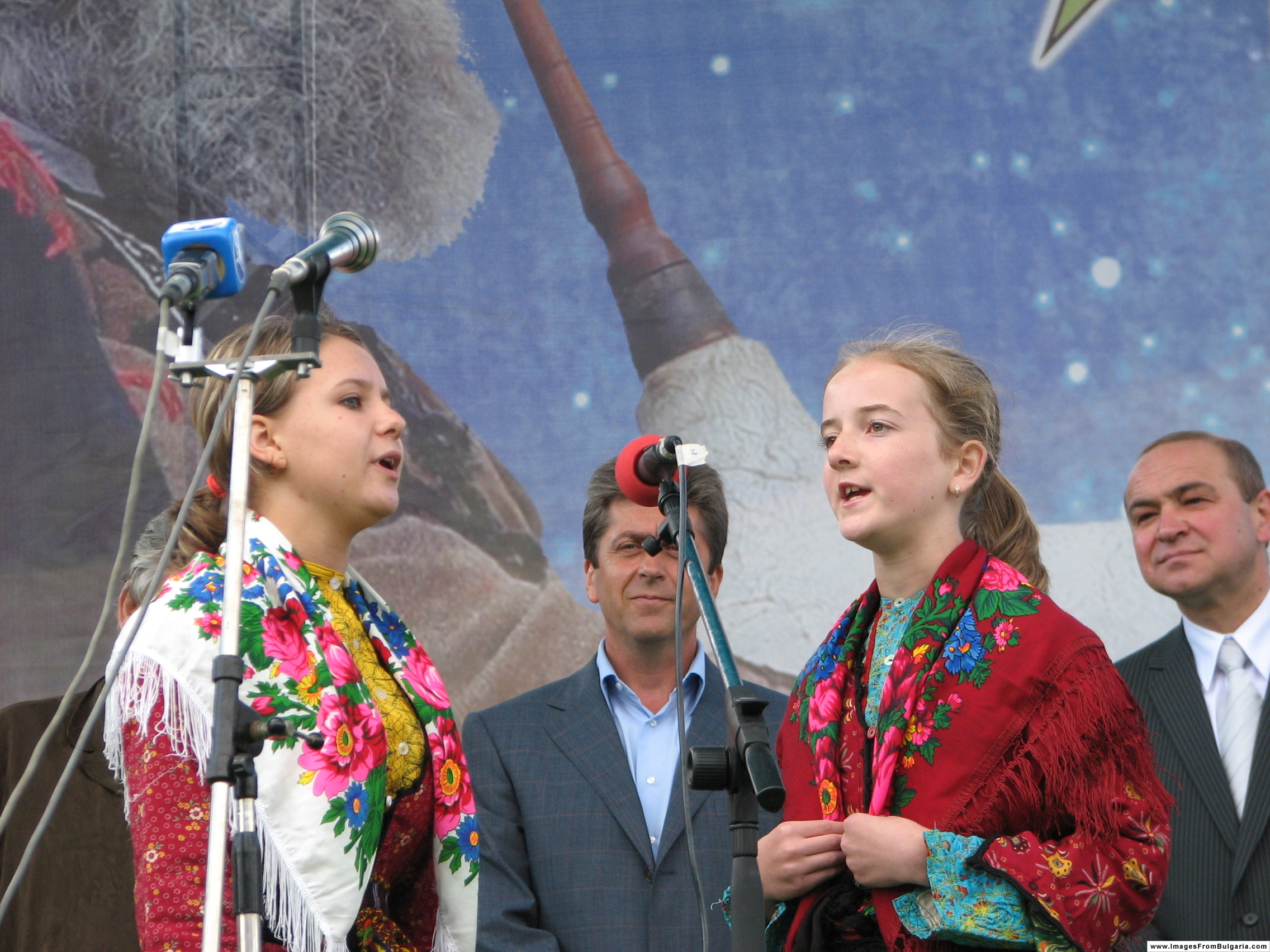
Президент Болгарії Георгій Пирванов на фестивальній сцені (2006)

Перший ярмарок відбувся 27 липня 1898 року, у День святого Пантелеймона, та був в проведений за ініціативи отця Ангела Інджова (болгарський священнослужитель та революціонер, активіст Внутрішньої македонсько-одринської революційної організації), який закликав своїх парафіян запросити навіть своїх родичів, які емігрували з батьківщини.
Місце проведеня було обрано на кордоні Болгарії та Османської імперії, який на той момент проходив через вершину Рожен. На подію збиралися болгари із сусідніх сіл по обидва боки кордону — Проглед на території Болгарії та Момчиловці із Соколовцями по інший бік кордону. Під час зустрічі між родичами лунали пісні під звуки волинки, готували традиційну «чеверме» — ягня на рожні.
Ярмарок проходив щороку, за винятком 1901, 1903, 1906 та 1907 років.
Починаючи з 1912 року, коли Родопи були звільнені від османського панування, ярмарок втратив своє політичне значення, проте залишався символом свободи, болгарської єдності та традицій. Спершу, орієнтований лише на родопську музику із танцями, ярмарок згодом став загальнонаціональною подією, фестивалем та співочим змаганням одночасно, а також найбільшим фестивалем народної пісні в країні.
У серпні 1961 року родопський співочий фестиваль було проведено протягом трьох днів. Того ж року було засновано самобутній оркестр волинок «Сто альтових волинок» (болг. «Сто каву Гайді»), складений з волинщиків різних родопських сіл. Вони збираються напередодні свят та роблять одну-єдину репетицію.
Пік фестивалю прийшовся на 1972 рік, коли брало участь 3500 музикантів та танцюристів (з них 300 гравців гайди), аудиторія досягла 150 000 людей. У 1993 році фестиваль став національним. Після дев'ятирічної перерви традиція ярмарку відновилася у 2015 році.
З Роженського свята розпочала свій зоряний шлях пісня «Вийшов Дельо повстанець» (болг. «Излел е Делю хайдутин») у виконанні Валі Балканської, яку 1977 року було включено до «Золотого диска „Вояджера“», який разом з музикою Баха, Бетховена та Моцарта на борту космічної станції «Voyager» вирушити в космос.

## Україна на фестивалі
До складу української делегації на ярмарку «Рожен — 2019» увійшли переможці фестивалю «Бессарабія Folk», який щороку проводиться у селі Городнє Болградського району Одеської області. До числа 117 учасників увійшли вокальний ансамблі «Дулакчія» з села Делень Арцизького району, хореографічний ансамбль «Колорит» з Кам'янки Ізмаїльського району, старша група танцювального колективу «Ізвор», солістка Євгенія Шлопак з села Городнє Болградського району, одеська фолк-гурт «Фа-Дієз» і танцювальний ансамбль «Чушмелій» з Криничного Болградського району. Болгарська поїздка двома автобусами відбулася за підтримки Громадської організації «Центр розвитку Бессарабії» (делегацію очолила керівник культурних програм громадської організації Тетяна Станева).